# Quân sư

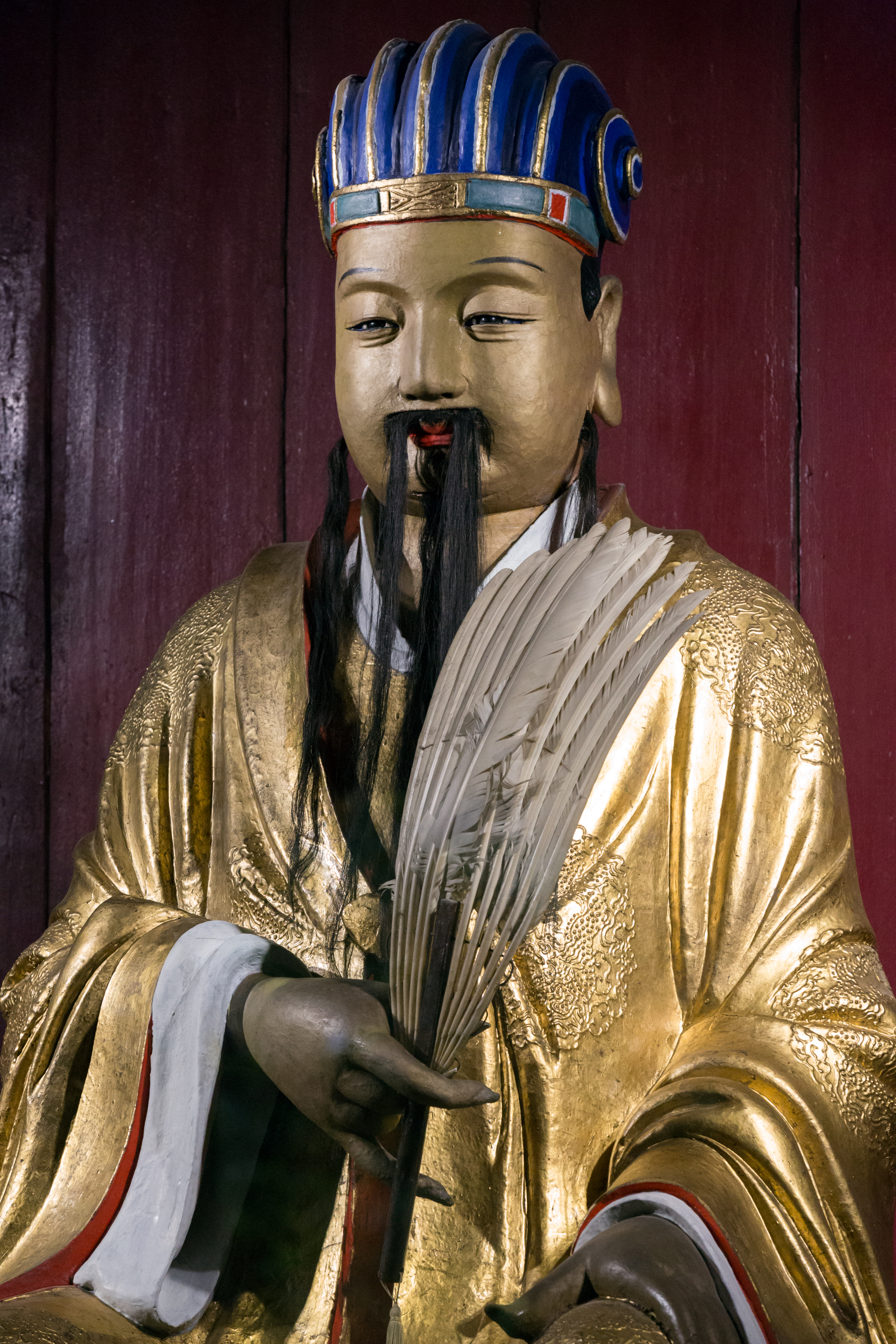
Quân sư Gia Cát Lượng

Quân sư là người đưa kế sách, mưu lược cho vua để giúp họ điều hành công việc tốt hơn, dễ dàng hơn. Từ này thường được coi là một từ cổ, mang nghĩa người thân cận của vua, hiến kế giúp vua điều hành những việc quân cơ đại sự.
Ví dụ: Khổng Minh Gia Cát Lượng là một trong những quân sư kiệt xuất nhất trong lịch sử Trung Hoa, với rất nhiều lần hiến kế cho Lưu Bị, giúp nước Thục tạo thế chân vạc với các nước còn lại trong thời chiến tranh Tam Quốc.